# Eucalyptus diversicolor
Eucalyptus diversicolor is een groenblijvende boom uit de mirtefamilie (Myrtaceae). De soort komt van nature voor in het zuidwesten van West-Australië. Hij wordt 45 tot 70 meter hoog. In Australië wordt de boom doorgaans de karri genoemd.

## Kenmerken
De karri wordt 45 tot 70 meter hoog. Het is een snelle groeier. De diameter van de boom kan 0,9 tot 1,3 centimeter per jaar groeien. De karri is gevoelig voor bosbranden.
De schors is glad, dik en vervelt. De kleur is seizoensafhankelijk en varieert tussen geelwit, blauwwit en witroze.
De jonge blaadjes groeien tegenoverstaand in paren. Ze zijn 5-8 × 3-5 cm groot, breed lancetvormig tot ovaal, homogeen bleekgroen, nogal dun en hangen aan korte stengels. De volwassen bladeren groeien verspreid. Ze zijn 10-14 × 3-5 cm groot, lancetvormig, hebben een donkerdere bovenzijde en een stengel. De nervatuur is zwak tot matig opvallend. De zijnerven liggen in een hoek van 45 à 60° tot de middennerf.
De karri bloeit van mei tot december en levert veel nectar. De knoppen zijn 15-18 × 7-8 mm groot, zittend of op een korte stengel. De bloem staat op een okselstandige platte 15 tot 25 mm lange stengel. Ze heeft een drie tot zesbloemig scherm. Het operculum is halfrond tot kegelvormig en meestal veel korter dan de cilindervormige bloembodem.
De vrucht heeft een korte stengel en is 11 × 11 mm groot. Ze is ovaal, bolvormig of peervormig.
De boom wordt commercieel verbouwd voor het hout. De schors is rijk aan tannine.

## Habitat
De karri groeit van nature in het zuidwesten van West-Australië. Hij staat in diepe leemgronden op golvend heuvelachtig terrein. Hij gedijt tot op een hoogte van 300 meter boven de zeespiegel. De boom groeit in een zone met een jaarlijkse gemiddelde neerslag van 1.150 tot 1.500 mm.

## Taxonomie
De boom werd voor het eerst beschreven door Ferdinand von Mueller in 1863. De soortaanduiding (diversicolor) is een samenstelling van de Latijnse woorden diversus, 'verschillend' en color, 'kleur'.
... · 
E. brevistylis · 
E. camaldulensis · 
E. diversicolor (Karri) · 
E. erythrocorys · 
E. eudesmioides · 
E. globulus (Blauwe gomboom) · 
E. gomphocephala · 
E. guilfoylei · 
E. gunnii (Cidergomboom) · 
E. jacksonii · 
E. loxophleba · 
E. marginata (Jarrah) · 
E. rudis · 
E. viminalis (Suikereucalyptus) · 
E. wandoo (Wandoo) · 
...